# Mourenx Basket Club
Maillots
Le Mourenx Basket Club est un ancien club professionnel français de basket-ball aujourd'hui disparu, qui évolua de 2005 à 2008 en Ligue féminine de basket. Le club était basé dans la ville nouvelle de Mourenx.
Les problèmes financiers ont eu raison du club béarnais, qui déposa le bilan en juin 2008. Toutefois, une nouvelle association, l'Élan béarnais Pau-Lacq-Orthez féminin (ÉBPLO) , a été créée et cette équipe continue avec son basket féminin  à partir de 2008 en Nationale 3 féminine.

## Historique
C'est en plein cœur du Béarn, à une vingtaine de kilomètres de Pau à l'est et d'Orthez à l'ouest, que le Mourenx Basket Club est né, en 1960, trois ans après la création de la ville nouvelle.
Mourenx-Ville-Nouvelle a été créée en 1957 pour loger le personnel de la zone industrielle de Lacq, qui à l'origine exploitait le gisement nouveau en gaz naturel et un peu en pétrole de Lacq. 

Le logo jusqu'en janvier 2008

En 1963, la ville construit une salle que le club de basket-ball pourra utiliser pour ses joutes en championnat départemental, puis en championnat régional à l'aube des années 1990.
En 1999, le club, alors champion de Promotion Régionale, voit arriver au sein du club Valéry Demory (121 sélections en équipe de France). Le club lui offre la possibilité d'entraîner l'équipe première. Les tensions au sein du club qui résultent de cette décision entraîneront la démission du président. Son remplaçant, Guy Laffitte, va transmettre sa détermination à tout un groupe. 

En 2001, le MBC est en milieu de tableau de Nationale 3 quand le travail effectué jusqu'ici commence à porter ses fruits. Le club accèdera donc en Nationale 2 la saison suivante. Mais la Nationale 2 n'est qu'un épisode pour Mourenx qui n'y reste qu'un an, pour accéder en 2003, à la Nationale 1.

Pour sa première saison, les performances du club stagnent un peu, sans pour autant impliquer une relégation. Cette progression créé un engouement sans précédent dans cette commune de 8 000 habitants, où même en NF2 1 200 personnes s'entassent dans le gymnase municipal pour assister aux phases finales.
La saison 2004-05 sera celle d'un nouveau changement, par un concours de circonstances. Mourenx termine à la 6e place sur les 14 équipes qui composent la NF1. Cette année-là, la Ligue féminine de basket augmente sa capacité de 11 (le Toulouse Launaguet avait déclaré forfait) à 14 places. Le Puy (3e), qui se bat depuis 2 ans pour la montée, voit sa municipalité l'abandonner et disparaît, de même que Dijon (4e), et enfin Sceaux (5e) refuse la montée.
Ainsi Mourenx accompagne Challes-les-Eaux (1er) et Saint-Amand PH (2e) en LFB.
Durant l'été 2005, le MBC crée l'événement et attire l'attention en annonçant la venue de la joueuse des Los Angeles Sparks Tamika Whitmore qui obtiendra le titre de MVP pour la première année de Mourenx en LFB. 

Le derby contre Tarbes est organisé dans le Palais des Sports de Pau le 12 février 2006. Plus de 8 300 personnes acclament leur équipe, et constituent ainsi un nouveau record d’Europe en termes d'affluence pour un match de basket-ball féminin.

## Palmarès
- 4 montées en 6 ans entre 1999 et 2005
- Montée en ligue féminine de basket-ball (LFB) pour la saison 2005-2006.
- Demi-finaliste de la Coupe de France : 2005

## Entraîneurs successifs
Depuis 2008 : Aurélie Lopez (adjointe de Pascal Delaliaux qui le remplace)
- Depuis 2007 :  Pascal Delaliaux
- 1999 - 2007:  Valéry Demory

## Effectif
Saison 2007-2008
Présidente : Odile Pondicq-Cape
Entraîneur : Pascal Delaliaux
Assistants :  Aurélie Lopez
| Numéro | Nom                | Taille | Nationalité | Poste      |
| 4      | Amandine Spina     | 1,73m  | France      | Ailière    |
| 5      | Virginie Kevorkian | 1,71m  | France      | Meneuse    |
| 6      | Isis Arrondo       | 1,64m  | France      | Meneuse    |
| 7      | Géraldine Devaux   | 1,72m  | France      | Ailière    |
| 9      | Justine Agbatan    | 1,81m  | France      | Ailière    |
| 10     | Penda Sy           | 1,90m  | France      | Intérieure |
| 11     | Ana Lelas          | 1,83m  | Croatie     | Ailière    |
| 12     | Béatrice Castets   | 1,78m  | France      | Ailière    |
| 13     | Marion Pujos       | 1,86m  | France      | Intérieure |
| 14     | Kaayla Chones      | 1,91m  | États-Unis  | Intérieure |
| 15     | Polina Tzekova     | 1,95m  | France      | Intérieure |

## Joueuses célèbres ou marquantes
- Tamika Withmore
- Polina Tzekova